# جائزة ساو باولو الكبرى 2023
جائزة ساو باولو الكبرى 2023 (بالبرتغالية:  Formula 1 Rolex Grande Prêmio de São Paulo 2023‏) هو سباق سيارات لفئة الفورمولا واحد، في عطلة نهاية الأسبوع من 3 إلى 5 نوفمبر 2023 على حلبة إنترلاغوس في البرازيل. وستكون هذه الجولة العشرين من بطولة العالم للفورمولا 1 لعام 2023. والجائزة الرابعة والأربعين في جائزة البرازيل الكبرى، والثالثة التي تقام تحت اسم جائزة ساو باولو الكبرى. كما ستكون هذه الجولة هي الجولة السادسة والأخيرة من الموسم التي تستخدم تنسيق سباق السرعة.

## معلومات عامة
يتصدر ماكس فيرستابين بطولة السائقين برصيد 491 نقطة. يتقدم على زميله في الفريق سيرجيو بيريز بـ 251 نقطة وعلى لويس هاملتون بـ 20 نقطة إضافية. يتقدم هاملتون على كارلوس ساينز في المركز الرابع بـ 37 نقطة، وفرناندو ألونسو في المركز الخامس متساوياً مع كارلوس ساينز. في بطولة الصانعين يتصدر ريد بل ريسينغ برصيد 731 نقطة، متقدماً على مرسيدس بـ 360 نقطة وعلى فيراري بـ 22 نقطة إضافية. ماكلارين، في المركز الرابع، متأخرة عن فيراري بـ 93 نقطة وتتقدم على أستون مارتن، في المركز الخامس، بـ 20 نقطة.

### ترتيب البطولة قبل السباق
| مركز. | السائق          | النقاط |
| ----- | --------------- | ------ |
| 1     | ماكس فيرستابين* | 491    |
| 2     | سيرجيو بيريز    | 240    |
| 3     | لويس هاملتون    | 220    |
| 4     | كارلوس ساينز    | 183    |
| 5     | فرناندو ألونسو  | 183    |
| مرجع: |                 |        |

| مركز. | الفريق                    | النقاط |
| ----- | ------------------------- | ------ |
| 1     | ريد بل-هوندا*             | 731    |
| 2     | مرسيدس                    | 371    |
| 3     | فريق فيراري               | 349    |
| 4     | ماكلارين-مرسيدس           | 256    |
| 5     | آستون مارتن أرامكو-مرسيدس | 236    |
| مرجع: |                           |        |

- "" ملاحظة "": فقط المراكز الخمسة الأولى في قائمتي الترتيب.

### اختيار الإطارات
مجموعات الإطارات المتاحة لسباق مدينة ساو باولو الكبرى لعام 2023 هي C3، C2 وC4. 
| اطارات الأجواء الجافة | اطارات الأجواء الجافة | اطارات الأجواء الجافة | إطارات الأجواء الماطرة | إطارات الأجواء الماطرة |
| --------------------- | --------------------- | --------------------- | ---------------------- | ---------------------- |
| الصلب (النوع C2)      | متوسط (النوع C3)      | الليّن (النوع C4)      | وسط                    | مبتل                   |